# Kotka havsdagar

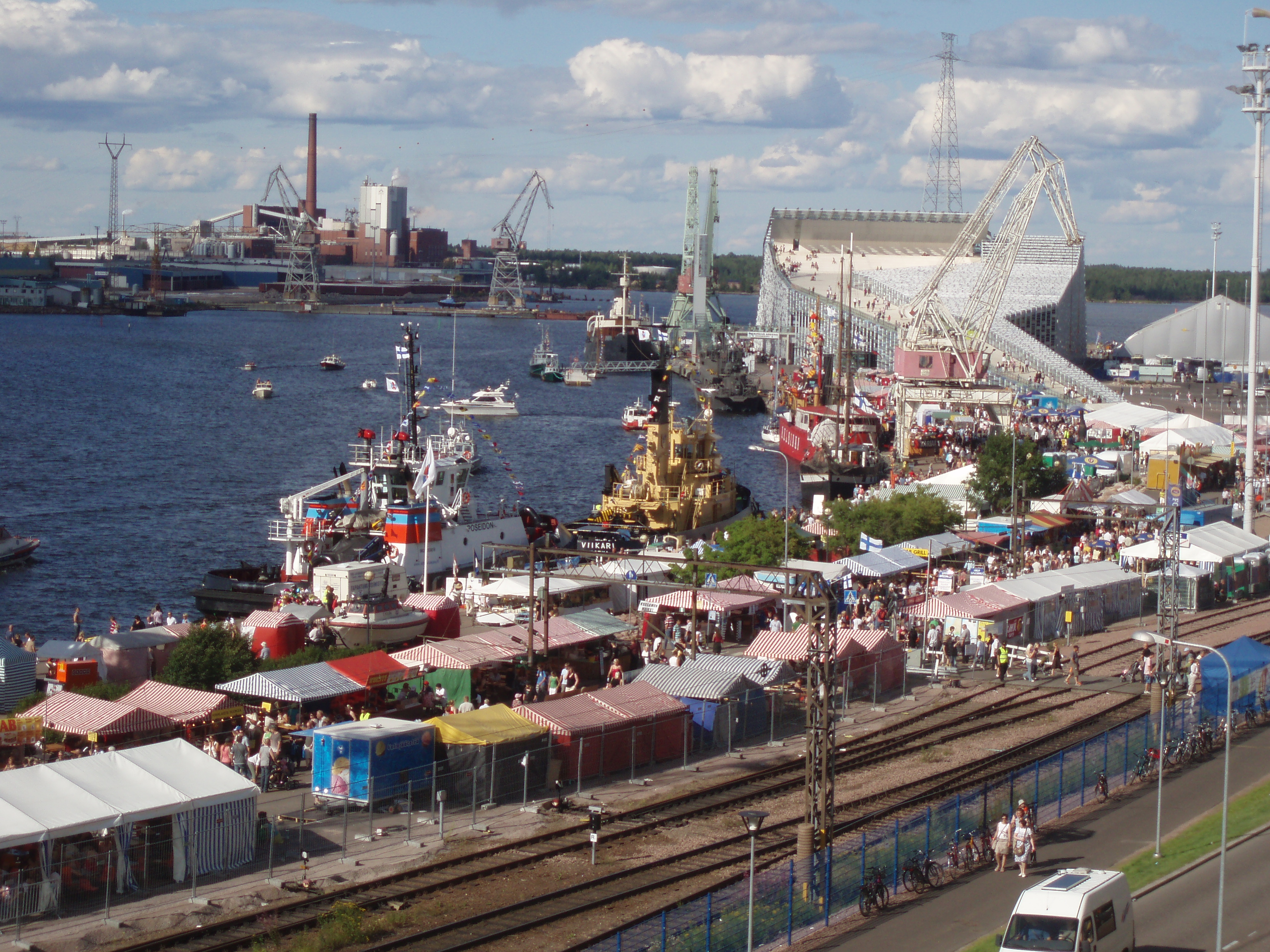
Kotka havsdagar, 2008.

Kotka havsdagar är en årligt återkommande festival i Kotka i Kymmenedalen. Havsdagarna äger rum det sista veckoslutet i juli och ordnades första gången 1962. År 2019 var antalet besökare 235 000. Kotka havsdagar är medlem i samarbetsorganisationen Finland Festivals.